# Takamasa Sakai
Takamasa Sakai (japanisch 酒井 貴政 Sakai Takamasa; * 18. Mai 1988 in Kure) ist ein ehemaliger japanischer Fußballspieler.

## Karriere
Sakai erlernte das Fußballspielen in der Schulmannschaft der Sakuyo High School und der Universitätsmannschaft der Kochi-Universität. Seinen ersten Vertrag unterschrieb er 2011 bei Kataller Toyama. Der Verein spielte in der zweithöchsten Liga des Landes, der J2 League. Für den Verein absolvierte er zwei Ligaspiele. 2012 wechselte er zum Drittligisten Kamatamare Sanuki. Ende 2012 beendete er seine Karriere als Fußballspieler.